# Vincenzo Peruggia
Vincenzo Peruggia (ur. 1881, zm. 1925) – włoski pracownik Luwru, słynny z udanej kradzieży Mony Lisy Leonarda da Vinci.
W 1911 roku Peruggia dokonał kradzieży określonej jako największa w świecie sztuki w XX wieku. Będąc pracownikiem Luwru, Peruggia ukrył się w niedzielę 20 sierpnia w muzeum, wiedząc, że będzie ono następnego dnia nieczynne. Rankiem następnego dnia wyszedł z ukrycia i przebrał się w biały fartuch noszony przez pracowników. W pewnym momencie wszedł do pustego pomieszczenia, gdzie eksponowana była Mona Lisa i przeniósł obraz do nieużywanej klatki schodowej. Tam usunął ramę, a samo malowidło ukrył pod fartuchem. Peruggia wyniósł obraz przez bramę, gdy pracujący w niej strażnik opuścił swój posterunek.
Peruggia ukrył skradziony obraz w swoim paryskim mieszkaniu. W czasie gdy policja przybyła do mieszkania, by je przeszukać przyjęto jego alibi, że w czasie kradzieży pracował w innym miejscu.

Mona Lisa

Peruggia ukrywał obraz w Paryżu przez dwa lata, po czym zdecydował się na przewiezienie go do Włoch, gdzie ukrył go w swoim florenckim mieszkaniu. Został schwytany, dopiero gdy skontaktował się z Alfredo Gerim, właścicielem miejscowej galerii sztuki. Zeznania Geriego i Peruggii są w tym miejscu rozbieżne, ale wynika z nich, że złodziej oczekiwał nagrody za „zwrócenie obrazu ojczyźnie”. Geri zawiadomił o propozycji Peruggii Giovanniego Poggi, dyrektora Galerii Uffizi, a ten potwierdził autentyczność obrazu. Następnie obaj przejęli obraz od Peruggii i zawiadomili o sprawie policję, która aresztowała złodzieja.
Obecnie istnieją dwie główne teorie na temat przyczyn kradzieży. Sam Peruggia twierdził, że kradzieży dokonał z przyczyn patriotycznych, chcąc zwrócić obraz swojemu krajowi, który został z niego obrabowany przez Napoleona. Prawdopodobnie nie wiedział jednak, że obraz nie został skradziony przez Francuzów, ale został przez samego malarza podarowany królowi Franciszkowi I.
Obecnie podważa się motyw „patriotyzmu”, gdyż Peruggia nie chciał podarować obrazu któremuś z włoskich muzeów, ale zarobić na jego sprzedaży.
Drugą teorię stworzył w Saturday Evening Post w 1932 roku Karl Decker, który uważał, że pomysłodawcą kradzieży był Eduardo de Valfierno, który planował po kradzieży obrazu sprzedać liczne kopie jako oryginalne dzieła Leonarda.
Po wykryciu sprawcy kradzieży obraz wystawiano w całych Włoszech, a zwrócono do Luwru jeszcze w 1913 roku. Sąd wydał po procesie łagodny wyrok, skazując Peruggię na rok i piętnaście dni więzienia. Ostatecznie zwolniono go po siedmiu miesiącach. Następnie służył we włoskiej armii w czasie I wojny światowej. Po wojnie ożenił się, powrócił do Francji i otworzył sklep z obrazami. Zmarł w 1925 roku, ale media nie zainteresowały się tym zdarzeniem aż do 1947 roku, gdy zmarł inny człowiek o tym samym imieniu i nazwisku.